# Historia del mar Caribe

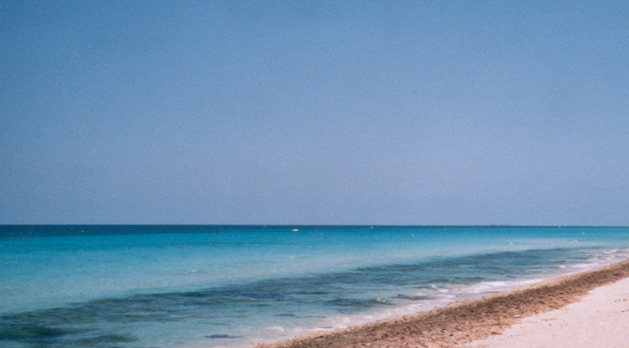
El mar Caribe.

El mar Caribe, ubicado en el océano Atlántico al sur de Norteamérica, al norte de Sudamérica, al oriente de Centroamérica y al suroccidente de las Antillas, ha sido escenario de acontecimientos trascendentales a lo largo de la historia de la humanidad.
El nombre Caribe se deriva de los Caribes, etnia amerindia predominante en la región en la época del primer contacto con los europeos a finales del siglo XV, quienes procedían de las márgenes del río Orinoco. Después del descubrimiento de las Indias Occidentales por Cristóbal Colón en 1492, el término español Antillas fue común para este lugar; derivado de él, el "mar de las Antillas" ha sido un nombre común para el Mar Caribe en varios idiomas europeos. Durante las décadas siguientes, el dominio español en este mar fue indiscutible y por ende la denominación de Antillas se mantuvo durante muchos años. Américo Vespucio afirmó que el término Charaibi entre los indígenas significaba "hombres sabios".

## Colonia
El mar  era un cuerpo de agua desconocido para Europa y Asia hasta 1492 cuando Cristóbal Colón lo navegó por primera vez tratando de encontrar una ruta a la India. Después del descubrimiento de sus islas por Colón, el área fue rápidamente colonizada por la Civilización Occidental, convirtiéndose en lugar común para las rutas comerciales europeas y eventualmente atractivo para la piratería. Los Reyes Católicos en 1495 permitieron a todos sus súbditos tripular naves a las recién descubiertas Indias; lo que hizo que muchas embarcaciones se lanzaran al Atlántico sin la debida preparación, siendo fácil presa para los lobos del mar. En las costas del Caribe también se desarrollaban las ferias comerciales más famosas, como la de Portobelo que duraba 40 días.

## Piratería
Muy pronto este mar llamó la atención de las coronas inglesa y francesa, quienes envían marinos a la conquista de territorios y toman exitosamente las islas de Martinica y Guadalupe para Francia y Antigua, Montserrat, Barbados y finalmente Jamaica (1655) para Inglaterra, siendo estas las posesiones más importantes que perdió España en el Caribe. En 1625 se conformó en la isla de la Tortuga una base en donde corsarios y bucaneros de ambas nacionalidades se asocian para atacar embarcaciones procedentes de las colonias españolas y desde allí partían expediciones para asediar a las ciudades costeras hasta finales del siglo XVII.

## Independencias
A partir del siglo XIX se independizan los países colonizados, aunque actualmente algunas posesiones francesas, inglesas, holandesas y estadounidenses continúan bajo su administración. En sus aguas se encuentran 22 territorios insulares y 12 países, siendo Cuba el último país en independizarse de España en el año de 1898.

## Canal de Panamá
En 1903 en Panamá se da la construcción del canal interoceánico que comunica el mar Caribe con el océano Pacífico. Su inauguración fue el 15 de agosto de 1914, pero fue administrado por Estados Unidos hasta el 31 de diciembre de 1999.

## SigloXXI
El 12 de diciembre de 2001, los jefes de Estado o gobernantes de los países miembros de la Asociación de Estados del Caribe, reunidos en la Isla de Margarita (Venezuela), adoptaron la Declaración de Margarita, « Reconociendo el mar Caribe como patrimonio común de la región, y un activo invaluable al cual damos prioridad para su conservación », con el objetivo de la « consolidación de una identidad caribeña propia ». Se han comprometido « a establecer la región del Gran Caribe como una Zona de Cooperación », que « consistirá inicialmente de acciones conjuntas en las áreas de prioridad de la AEC, es decir, Comercio, Turismo Sustentable, Transporte y Desastres Naturales ».